# 金坑水库
金坑水库是广东省广州市黄埔区的一个水库。始建于1959年，1964年竣工。因地处金坑村而得名。水库库坝高36.5米，坝长250米，集雨面积41平方公里，总库容量1806万立方米。
住宅区御湖名邸及烂尾建筑集群澳洲山庄在金坑水库旁。